# Tháng 2 năm 2020
Tháng 2 năm 2020 là tháng thứ hai trong năm hiện tại. Tháng này, mà bắt đầu vào ngày thứ bảy và kết thúc vào ngày Chủ nhật, sau 29 ngày. Trang này dành cho tin tức về các sự kiện xảy ra được báo chí thông tin trong tháng 2 năm 2020.

## Thứ 7 ngày 1
- Chính quyền Palestine cắt đứt mọi quan hệ với Hoa Kỳ và Israel, kể cả những vấn đề liên quan đến an ninh, sau khi từ chối kế hoạch hòa bình của Tổng thống Donald Trump. (Reuters)
- Anh Quốc chính thức ra khỏi Liên minh châu Âu sau 47 năm, tuy nhiên vẫn tuân thủ các quy định của EU cho tới khi một hiệp ước giữa 2 bên được thỏa thuận, dự trù đến cuối năm 2020. (VOA)

## Chủ nhật ngày 2
- Từ Kazakhstan, ngoại trưởng Mỹ Mike Pompeo, kêu gọi cộng đồng quốc tế nên nỗ lực nhiều hơn chống lại chính sách trấn áp người Duy Ngô Nhĩ của Trung Quốc tại Tân Cương. (RFI)
- Tổng thống Mỹ cho phép sử dụng mìn sát thương cá nhân thế hệ mới, dỡ bỏ những hạn chế được người tiền nhiệm Barack Obama ban hành năm 2014 và áp dụng đối với quân đội Mỹ, và như vậy đi ngược với hiệp định chống mìn sát thương cá nhân Ottawa năm 1997 được 164 nước phê chuẩn.(RFI)

## Thứ 2 ngày 3
- Tòa án tối cao về hành chính đồng ý với phán quyết của tòa hành chính chống lại quy định của thành phố Hamburg, cho phép học sinh được che phủ mặt hoàn toàn khi đi đến trường, trường hợp cụ thể là việc trùm Niqāb. (Spiegel)
- Can thiệp của Thổ Nhĩ Kỳ vào nội chiến Syria: Quân đội Syria pháo kích giết chết 4 người lính Thổ và 9 người khác bị thương ở Idlib. Thổ trả đũa bằng máy bay, gây thiệt mạng cho khoảng chục người lính Syria. (Reuters) (SANA)
- Sau khi Manchester City thua trận đấu với Tottenham Hotspur, với khoảng cách 22 điểm so với FC Liverpool của Jürgen Klopp, Pep Guardiola cho là đội mình không còn hy vọng để bảo vệ chức vô địch Premier League. (FAZ)

## Thứ 3 ngày 4
- Cơ quan Quốc tế Nghiên cứu về Ung thư của WHO báo cáo, 2018 toàn cầu 18,1 triệu người bị chuẩn bệnh là bị ung thư, 9,6 triệu chết vì bệnh này. Năm 2040 con số này có thể tăng gấp đôi. Giám đốc Trung tâm Nghiên cứu Ung thư Đức cho là, 40% số này có thể được ngăn chặn, nếu sống lành mạnh: tránh béo phì, chơi thể thao, ăn uống lành mạnh, ít hoặc không uống rượu, chích ngừa và khám sức khỏe phòng ngừa. (Spiegel)
- Tại Vườn quốc gia Kruger, Nam Phi, một con khỉ đầu chó bắt cóc và chăm sóc một con sư tử con. (Spiegel)
- Chính thống giáo Nga xem xét ngừng ban phép lành cho vũ khí hủy diệt hàng loạt. Hiện tên lửa liên lục địa, máy bay tiêm kích hay các hệ thống phòng không nằm trong số các đối tượng được ban phép. (RFI)

## Thứ 4 ngày 5
- Nhật Bản sửa luật để cho phép người lao động làm việc tới 70 tuổi. Số lượng người từ 65 tuổi trở lên ở nước này là 35,88 triệu người, chiếm tới 28,4% dân số. Đây là nước có tỉ lệ người già cao nhất trên thế giới. (Tuổi Trẻ)
- 26 hội đoàn, tổ chức yêu cầu EU hoãn thông qua Hiệp Định Thương mại tự do với Việt Nam.  Hiệp định tuy đã được 2 bên ký, nhưng còn chờ quốc hội châu Âu phê chuẩn vào ngày 11.2. (Người Việt)
- Ở Đức trong trường hợp người lao động không đi làm vì bị cách ly khi nghi ngờ nhiễm virus corona, chủ hãng phải trả trong 6 tuần đầu, nhưng có thể làm đơn xin lại tiền từ cơ quan y tế (Gesundheitsamt), sau 6 tuần thì hãng bảo hiểm sức khỏe phải trả. (Spiegel)
- Ít nhất 41 người bị chết trong 2 loạt tuyết lở ở  Bahçesaray, tỉnh Van, Thổ Nhĩ Kỳ.

## Thứ 5 ngày 6
- Vụ Trịnh Xuân Thanh trở về Việt Nam: Sau khi Toà phúc thẩm ở Đức bác đơn kháng cáo của Nguyễn Hải Long tội tham gia bắt cóc Trịnh Xuân Thanh, ngày 5/2/2020, Quốc vụ khanh Bộ Ngoại giao Cộng hòa Slovakia triệu tập Đại sứ Việt Nam tuyên bố đuổi một trong những nhân viên ngoại giao của Đại sứ quán trong vòng 48 giờ. Việc  Bộ trưởng Công an Việt Nam, Tô Lâm, mượn một chuyên cơ của Slovakia để chở Trịnh Xuân Thanh ra khỏi vùng Schengen, bị cho là đã lạm dụng lòng hiếu khách của Slovakia. (RFA)
- Thomas Kemmerich (FDP), hôm qua được bầu với phiếu của đảng cực hữu Alternative für Deutschland (AfD) làm thủ hiến của bang Thüringen, Đức, ', hôm nay đã muốn từ chức. (Zeit), (BBC)

## Thứ 6 ngày 7
- Dòng thời gian của dịch virus corona ở Vũ Hán 2019–20: BS Lý Văn Lượng, người đầu tiên cảnh báo về bệnh dịch qua đời. (BBC)
- Theo đo lường tháng 1 2020 là tháng 1 ấm nhất ở châu Âu từng được đo đạc từ trước tới giờ. (Time)
- Tổng thống Hoa Kỳ Donald Trump sa thải cố vấn của Hội đồng An ninh Quốc gia Hoa Kỳ, Trung tá Alexander Vindman và Đại sứ EU Gordon Sondland, cả hai đã làm chứng tại cuộc điều tra luận tội chống lại ông. Anh/em trai sinh đôi của Vindman, Trung tá Yevgeny Vindman, một sĩ quan JAG của Quân đội, cũng là một nhân viên Hội đồng An ninh Quốc gia, cũng bị sa thải. (New York Times) (Politico)
- Manish Shah, một bác sĩ đa khoa ở Vương quốc Anh, bị kết án ba lần chung thân tại Old Bailey vì 90 vụ tấn công tình dục đối với 24 bệnh nhân nữ của ông ta. (BBC)

## Thứ 7 ngày 8
- Dòng thời gian của dịch virus corona ở Vũ Hán 2019–20: 2 người – 1 người Nhật và 1 người Mỹ – chết vì coronavirus ở Vũ Hán. Họ là những người ngoại quốc đầu tiên chết vì bệnh này. (NBC News)
- Ngày 7/2, ông Vương Đình Huệ, Phó Thủ tướng Chính phủ được bổ nhiệm làm Bí thư Thành ủy thành phố Hà Nội thay thế ông Hoàng Trung Hải, đã nhận kỷ luật cảnh cáo vì có những vi phạm, khuyết điểm nghiêm trọng trong quá trình chỉ đạo thực hiện Dự án TISCO II khi còn là Phó Thủ tướng. (BBC)

## Chủ nhật ngày 9
- Israel ngăn chặn tất cả các xuất khẩu nông sản của Palestine từ Bờ Tây bị chiếm đóng theo sau những hạn chế của Palestine đối với việc nhập khẩu gia súc của Israel. (Al Jazeera) (Haaretz)

## Thứ 2 ngày 10
- Chủ tịch đảng CDU Đức Annegret Kramp-Karrenbauer, tuyên bố bà sẽ từ bỏ chức vụ đảng trưởng và sẽ không ra tranh cử thủ tướng trong kỳ bầu cử tới. (Der Spiegel) (The Guardian)
- Phiếm quân Boko Haram thiêu sống ít nhất 30 người, trong khi họ ngủ trong xe qua đêm ở đông bắc  Nigeria. Một vài đàn bà và trẻ em bị bắt cóc. 18 chiếc xe bị thiêu hủy. (BBC)

## Thứ 3 ngày 11
- Hội đồng quân sự cầm quyền của Sudan đồng ý trao trả nhà độc tài bị lật đổ Omar al-Bashir cho Tòa án Hình sự Quốc tế ở The Hague để đối mặt với cáo buộc tội ác chống lại loài người ở Darfur. (The Guardian)
- Lầu Năm Góc xác nhận rằng số lượng binh lính Hoa Kỳ bị chấn thương sọ não từ các cuộc tấn công của Iran vào tháng 1 cao hơn so với trước đây, hiện đang ở mức 109. (DW)
- Dòng thời gian của dịch virus corona ở Vũ Hán 2019–20: Số người chết vì dịch coronavirus bùng phát ở Trung Quốc vượt quá mức 1000. Hoa Bắc tường thuật 103 người chết chỉ trong 1 ngày, số người chết cao nhất trong 1 ngày kể từ khi dịch bùng phát. (DW)
- Một nhà cựu ngoại giao đào tẩu khỏi Triều Tiên, Thae Yong Ho, nguyên phó đại sứ Bắc Triều Tiên tại Anh Quốc, thông báo sẽ ra ứng cử vào ghế dân biểu Hàn Quốc. (RFI)
- Bộ Ngoại giao Philippines cho biết đã gửi đến sứ quán Mỹ tại Manila thông báo về việc hủy bỏ Hiệp Ước Thăm Viếng Quân sự với Mỹ (Visiting Forces Agreement - VFA). Thỏa thuận ký năm 1998 cho phép Mỹ đưa các đơn vị quân đội qua Philippines để tham gia tập trận chung hay giúp đỡ chống khủng bố. Hiệp Ước sẽ chính thức hết hiệu lực trong vòng 180 ngày, từ kể hôm nay. (Reuters) (The Guardian), (RFI)
- Hun Sen cho biết ông sẽ không khuất phục hay đáp ứng các yêu cầu của EU, sau khi Liên minh châu Âu (EU), đe dọa sẽ đình chỉ các ưu đãi thương mại vì chiến dịch đàn áp đối lập, các tổ chức phi chính phủ và truyền thông của ông Hun Sen, người đã nắm quyền cai trị đất nước có 16 triệu dân trong hơn 35 năm qua. (VOA)
- Anh bắt thêm hai nghi can vụ 39 di dân Việt chết trong thùng xe tải.  (VOA)

## Thứ 4 ngày 12
- Hơn một nửa số nhân viên cảnh sát giao thông Malta, bao gồm cả cảnh sát trưởng, bị bắt giam vì tội lừa đảo khai làm việc quá giờ và lạm dụng tài nguyên công cộng. (Reuters)
- Nghị viện châu Âu chính thức thông qua hiệp định thương mại tự do với Việt Nam dù còn khác biệt về tự do báo chí hay tự do chính trị, tuyên bố rằng thỏa thuận thương mại với Việt Nam "có thể bị tạm ngừng nếu có vi phạm nhân quyền" trong tương lai. (BBC)
- Đài Loan đang gặp rất nhiều khó khăn trong việc phòng chống dịch virus corona do hòn đảo này không phải là thành viên của Tổ chức Y tế Thế giới (WHO) và bị nhiều quốc gia cấm cửa do bị xem là một phần lãnh thổ của Trung Quốc. (RFI)

## Thứ 5 ngày 13
- Đảo Cá Voi (hòn Ông), TP Nha Trang là một trong 10 điểm lặn tốt nhất thế giới do có rạn san hô nhiều màu sắc, theo tạp chí Forbes của Mỹ.  (Vnexpress)
- Chính phủ Indonesia tuyên bố rằng tất cả các công dân của họ tham gia ISIS sẽ tự động mất quyền công dân và từ chối cho những người này bị bắt ở Syria, được hồi hương. (The Jakarta Post)
- Trong tương lai khi con cái chết ở Pháp cha mẹ được nghỉ phép 15 ngày, ở Anh 10 ngày, ở Đức chỉ được 2 ngày. (FAZ)
- Campuchia mất đi những đặc quyền về thuế dành cho nước này của EU cho khoảng 1 tỷ USD hàng hóa (1/5 số lượng xuất khẩu đến EU) vì những hành vi vi phạm tự do chính trị và tự do ngôn luận. (Nikkei)

## Thứ 6 ngày 14
- Vì lo sợ dịch Coronavirus lan truyền, UBND TP HCM cho gần 2 triệu học sinh nghỉ học đến ngày 29/2, đồng thời kiến nghị trung ương cho nghỉ hết tháng 3.  (Vnexpress)
- Bắc Triều Tiên  hành quyết một nhân viên thương mại vừa từ Trung Quốc trở về, trong lúc bị cách ly, đi tới nhà tắm công cộng. (RFI)
- Sherpa của Nepal chỉ trích kế hoạch của chính phủ Nepal sử dụng Quân đội để dọn rác từ đỉnh núi Everest và năm đỉnh núi khác của dãy núi Himalaya, tuyên bố chỉ những Sherpa có kinh nghiệm mới có thể đến những nơi đó. Một phát ngôn viên của Quân đội nói rằng ông tin tưởng rằng quân đội sẽ lên được những nơi đó. (BBC)
- Việt Nam từ chối không cho hành khách của tàu du lịch AIDAvita thuộc sở hữu của Đức và tàu Norwegian Jade lên bờ vì sợ Coronavirus lan truyền.  (VOA)
- Hiện có tới 1700 bác sĩ và nhân viên y tế ở Trung Quốc bị nhiễm virus corona, 6 người trong số này đã chết. (FAZ)
- Belarus dọa sẽ lấy dầu từ ống dẫn Druzhba, mà dẫn dầu từ Nga sang Trung Âu đi ngang lãnh thổ của nó, nếu Nga không chịu cung cấp cho họ số dầu thô đòi hỏi. (Reuters)
- Tổng thống Belarus Alexander Lukashenko cho biết Moskva ám chỉ sẽ có một thỏa thuận cung cấp năng lượng để đổi lấy việc sáp nhập Belarus với Nga, khiến các cuộc đàm phán đổ vỡ. (Reuters) (The New York Times)
- Manchester City bị cấm tham dự Champion League 2 năm và phải trả tiền phạt là 30 triệu Euro vì vi phạm quy định financial fairplay của UEFA. (Spiegel)

## Thứ 7 ngày 15
- Cái chết đầu tiên vì coronavirus tại châu Âu xảy ra ở Pháp. Đó là một ông lão Trung Quốc 80 tuổi tới Paris với triệu chứng bệnh dịch vào ngày 16 tháng Giêng. (BBC)
- Vài dân biểu quốc hội Úc có thế lực hủy bỏ chuyến đi đã hoạch định trước tới Vương quốc Anh tháng tới vì nước này cho phép Huawei hỗ trợ xây dựng mạng lưới quốc gia 5G. Úc đã cấm hãng này tham dự vào mạng lưới truyền thông Úc vì những quan ngại về an ninh. (BBC)
- Các nhà khoa học ở Quảng Đông vừa cho hay các kết quả nghiên cứu sơ bộ cho thấy tê tê có thể là vật chủ gây ra đại dịch virus corona hiện nay. Theo tạp chí khoa học Nature, chuỗi gen tiến hóa của virus phân lập từ tê tê giống 99% với virus corona Vũ Hán. (BBC)

## Thứ 2 ngày 17
- Hồi giáo quá khích tấn công nhà thờ Tin lành ở vùng Sahel, Burkina Faso, giết chết 24 người. (Spiegel)
- Ít nhất 20 người, nhiều người trong số họ là phụ nữ và trẻ em đã thiệt mạng trong vụ giẫm đạp khi tranh nhau vào nhận viện trợ lúc một cơ sở viện trợ mở cổng ở phía đông nam  Niger. (BBC)

## Thứ 3 ngày 18
- Truyền thông nhà nước Trung Quốc đưa tin, giám đốc bệnh viện trung ương Vũ Hán đã chết vì coronavirus. (Reuters)
- Chuỗi cửa hàng Mỹ Macy's thông báo, họ sẽ đóng cửa 125 cửa hàng trong vòng 3 năm tới, vì sự cạnh tranh của các công ty thương mại điện tử như  Amazon. (USA Today)
- Trong một thông cáo báo chí, tổ chức bảo vệ nhân quyền Human Rights Watch đã kêu gọi EU nhận cuộc Đối Thoại Nhân quyền Liên Hiệp Châu Âu-Việt Nam lần thứ 9 sẽ mở ra tại Hà Nội ngày 19/02/2020, tranh thủ cơ hội này để yêu cầu chính quyền Việt Nam cải thiện tình hình nhân quyền ở Việt Nam. (RFI)

## Thứ 4 ngày 19
- Trung Quốc đuổi 3 phóng viên của tờ The Wall Street Journal, vì một bài báo, mặc dù họ không viết bài này, chỉ trích hành động của chính quyền Trung Quốc là "bí mật và tự phục vụ mình" trong cuộc chiến chống dịch bệnh coronavirus. (VOA), (BBC)
- Một chiếc tàu "ma" (không thủy thủ) dài 77 m bị bão đánh dạt vào bờ biển Ireland sau khi đã di chuyển 5.000 km.  (Spiegel)
- 9 người bị bắn chết và 5 người bị thương trong 2 vụ bắn người tập thể tại các quán shisha ở Hanau, Hessen, Đức. Kẻ tấn công sau đó cũng giết mẹ mình và tự tử tại căn hộ của ông ta. (The Guardian)

## Thứ 5 ngày 20
- Morgan Stanley mua công ty thương mại điện tử E-Trade với giá 13 tỷ USD, một thỏa thuận ngân hàng lớn nhất kể từ cuộc khủng hoảng tài chính 2008. (The Guardian)

## Thứ 6 ngày 21
Hàn Quốc hôm nay phát hiện thêm 104 trường hợp mắc virus corona,  tổng cộng là 204,  trong đó đa phần đến từ Daegu, với 2,5 triệu dân là thành phố lớn thứ 4,  được tuyên bố là "khu quản lý đặc biệt". Thị trưởng thành phố kêu gọi dân nên ở nhà và đeo khẩu trang ngay cả khi không ra ngoài.  (VNExpress)

## Thứ 7 ngày 22
- Ý xác nhận có một người chết ở  Padua, Veneto, và 1 ở Codogno, Lombardy, đây là 2 người chết đầu tiên vì coronavirus ở Ý. (Tgcom24) Ngoài ra thêm 58 người bị bệnh dịch này, nâng tổng số ở Ý lên 79. (Open)
- Hàn Quốc xác nhận thêm 229 người bị bệnh dịch, nâng tổng số lên 433. (BBC)
- Hòa Thượng Thích Quảng Độ, người đứng đầu Giáo hội Phật giáo Việt Nam Thống nhất, viên tịch vào ngày 22/2/2020 tại Chùa Từ Hiếu, Phường 1, Quận 8, Sài Gòn, hưởng thọ 92 tuổi. (nguoi-viet.com)

## Chủ nhật ngày 23
- Ý phong tỏa 10 xã ở  Lombardy và 1 ở Veneto vì dịch coronavirus, tổng cộng khoảng 50.000 người bị liên can. (Spiegel)

## Thứ 2 ngày 24
- Theo Microsoft, năm nay chỉ số văn minh trực tuyến toàn cầu xuống thấp đến mức chạm đáy trong vòng 4 năm qua. Và 5 quốc gia kém văn minh nhất, theo thứ tự, là Nam Phi, Peru, Columbia, Nga và Việt Nam. Trong khi đó, các quốc gia văn minh hàng đầu trên Internet là Vương quốc Anh, Hà Lan, Đức, Malaysia và Mỹ. (Tuổi Trẻ)
- Chính quyền Trung Quốc đã ban lệnh cấm khẩn cấp và 'toàn diện' việc buôn bán và tiêu thụ động vật hoang dã - hoạt động được cho là nguyên nhân khiến dịch bệnh do virus COVID-19 bùng phát. (Tuổi Trẻ)
- Ý có 7 ca tử vong vì virus COVID-19, số người bị nhiễm là 219. Iraq có ca nhiễm và tử vong đầu tiên tới từ Iran, nơi xác nhận có 66 người nhiễm bệnh và 12 người tử vong. Oman, Bahrain, Kuwait, Afghanistan cũng vừa phát hiện những ca nhiễm đầu tiên. Đặc khu Hong Kong kể từ 25-2 sẽ cấm nhập nhập cảnh đối với những người đi từ Hàn Quốc, nơi có 8 ca tử vong và 833 người nhiễm bệnh. Mông Cổ thông báo ngưng toàn bộ chuyến bay đến từ Hàn Quốc và sẽ đóng cửa biên giới cho tới ngày 2-3 nhằm ngăn dịch bệnh lây lan. Trung Quốc có thêm 150 ca tử vong, nâng tổng số lên  2.592, ca nhiễm mới là 409, nâng tổng số lên 77.345.  (Tuổi Trẻ)
- Thủ tướng Malaysia Mahathir Mohamad, 94 tuổi đột ngột đệ đơn xin từ chức. (BBC)
- Truyền thông nhà nước (State media) Trung Quốc tuyên truyền tin một nữ y tá ở Vũ Hán mang bầu 9 tháng vẫn làm việc, cho cô là 1 anh hùng, bị chỉ trích dữ dội trên mạng xã hội. (BBC)
- 30 người bị thương khi một ôtô lao vào lễ diễu hành Carnival ở thị xã Volkmarsen, Hessen, Đức. (vnexpress), (n-tv)

## Thứ 3 ngày 25
- Cho tới nay ở Ý 322 người bị nhiễm, 11 người chết vì COVID-19. Ổ dịch ở Ý cũng lây sang các nước lân cận. Ở Tyrol, Áo 2 người xuất thân từ Lombardia, Ý bị nhiễm. Ở Croatia cũng có một ca đầu tiên là một người ở Zagreb,  từ Milano, Ý về. Ở bang Ticino, Thụy Sĩ. Ở Tây Ban Nha cũng có trường hợp đầu tiên, một khách sạn với cả ngàn khách ở Tenerife bị phong tỏa sau khi một bác sĩ Ý bị xác nhận đã nhiễm bệnh. (Spiegel) Ở bang Baden-Württemberg, Đức cũng có một người bị nhiễm sau khi trở về từ Milano. (Spiegel) **Algérie cũng xác nhận ca đầu tiên, bệnh nhân là một người Ý vào nước này tuần trước. (Africa Times) Lưu trữ ngày 17 tháng 3 năm 2020 tại Wayback Machine
- Tổng thống Thổ Nhĩ Kỳ Recep Tayyip Erdoğan xác nhận 2 người lính Thổ chết đầu tiên ở  Libya kể từ khi quân đội Thổ tham dự hỗ trợ chính quyền nước này. (BBC)

## Thứ 4 ngày 26
- Hy Lạp có người nhiễm bệnh COVID-19 đầu tiên ở Thessaloniki, mà trước đó đã đi du lịch ở Bắc Ý.  (Reuters). Trong khi đó ở Ý thêm một người chết, mang tổng số lên 12, và 52 người mới được xác nhận là nhiễm bệnh, tổng cộng là 374. (Sky Tg24) 6
- Bệnh nhân đầu tiên ở châu Mỹ Latin là ở São Paulo, Brazil. (Al Jazeera)
- Hàn Quốc xác nhận thêm 115 ca mới, nâng tổng số lên 1261, số người chết là 12. (NZZ)
- Trung Quốc có thêm 52 người chết, nâng tổng số lên 2715, thêm 405 người bị bệnh, tổng cộng lên hơn 78 ngàn người. (NZZ)
- Tại ổ dịch ở Iran, tổng số người chết được xác nhận là 19, 139 người nhiễm bệnh, như vậy là nước có nhiều người chết nhất sau Trung Quốc. (NZZ)
- Mỗi người dân Hồng Kông trên 18 tuổi vì tình hình kinh tế bất ổn được chính quyền tặng 10 ngàn đô la  Hồng Kông. (NZZ)
- Tòa án Hiến pháp Liên bang Đức bác bỏ đạo luật cấm trợ tử có từ năm 2015 để bảo vệ quyền tự do quyết định mạng sống của mình kể cả quyền nhờ sự trợ giúp của người khác. (ARD)

## Thứ 5 ngày 27
- Hàn Quốc ghi nhận thêm 505 ca nhiễm nCoV vượt Trung Quốc, nâng tổng số người nhiễm lên 1.766, trong khi Trung Quốc công bố 433 ca mới. (Vnexpress)
- Thêm 236 ca được xác nhận ở Ý, đưa tổng số lên 655. 5 người chết, tổng cộng là 17.  (La Repubblica)
- Ả Rập Saudi ngăn chặn tất cả những người hành hương nước ngoài vào nước này. Việc này xảy ra ngay trước mùa ăn chay Ramadan. 28 tháng 2 năm 2020/saudi-arabia-bans-foreign-pilgrims-amid-coronavirus/12008894 (ABC AU)
- Chính quyền thành phố Praha, Cộng hòa Séc quyết định đổi tên cho quảng trường trước Đại sứ quán Nga là Quảng trường Nemtsov để tưởng niệm nhà hoạt động đối lập Nga bị hạ sát. (BBC)
- Liên minh châu Phi gởi 3.000 lính tới vùng Sahel để chống lại khủng bố hồi giáo quá khích. (Spiegel)
- Nhà độc tài, cựu tổng thống nước Ai Cập Hosni Mubarak mà bị dân chúng nổi dậy lật đổ trong cuộc cách mạng mùa xuân Ả Rập vào năm 2011 đã mất, hưởng thọ 91 tuổi. (Spiegel)
- Từ 22 cho tới 50 lính Thổ chết vì bom thả xuống thành phố Idlib, Syria. (Spiegel)
- Một cuộc tấn công mạng ở Úc khiến việc buôn bán len trên toàn quốc phải hủy bỏ. 27 tháng 2 năm 2020/ransomware-cyber-attack-cripples-australian-wool-sales/12007912 (ABC AU)

## Thứ 6 ngày 28
- Thổ kêu gọi các cường quốc lập vùng cấm bay qua ở Idlib, Syria. (VOA)
- Hạ viện Thụy Sĩ ra quyết định vì tình trạng đặc biệt theo như luật về dịch cấm ngay từ bây giờ các buổi hội họp lớn trên 1000 người, có giá trị ít nhất đến ngày 15.3. (nau.ch)
- Giám đốc Bệnh viện Gò Vấp bị đình chỉ công tác vì bị cho là vi phạm khi thu gom 500.000 khẩu trang đem bán. (vnexpress)
- Hàn Quốc ghi nhận thêm 571 ca, riêng Daegu 447, Seoul 62, Busan 65, nâng tổng số người nhiễm lên 2337, trong khi Trung Quốc công bố 327 ca mới. (vnexpress)
- Thêm 464 ca coronavirus được xác nhận ở Ý, đưa tổng số lên 888. 4 vụ chết cũng được xác nhận, tổng cộng là 21 người ở nước này. (Il Sole 24 Ore)
- Giáo hoàng Phanxicô, cùng với IBM và Microsoft, kêu gọi các công nghệ AI có nguy cơ vi phạm nhân quyền, như phần mềm nhận dạng khuôn mặt, phải được quy định, để tôn trọng riêng tư cá nhân,  nhân quyền, hoạt động minh bạch không thiên vị, (Reuters)
- Roman Polanski đoạt được 3 giải César, trong đó có giải Đạo diễn điện ảnh, cho phim An Officer and a Spy (French: J'accuse) của ông. Vài phụ nữ bỏ ra về để phản đối. Les Misérables được 4 giải Césars, 1 trong số đó là giải phim hay nhất. (Reuters) (Variety)

## Thứ 7 ngày 29
- Luxembourg là nước đầu tiên mà từ ngày hôm nay tất cả các phương tiện giao thông công cộng của nhà nước đều miễn phí. (Zeit)
- Ít nhất 210 người ở Iran đã chết do virus corona, các nguồn tin từ hệ thống y tế nước này nói với BBC tiếng Ba Tư. Con số này cao gấp sáu lần con số chính thức do Bộ Y tế Iran công bố, 34. (BBC)
- Theo báo cáo của UN, năm 2019 có trên 10.000 nạn nhân là thường dân trong cuộc nội chiến ở Afghanistan, trên 3.400 người chết, và khoảng gần 7.000 người bị thương.   (ZDF)
- Thổ Nhĩ Kỳ thả bom đêm qua giết chết 48 binh lính Syria và 14 thành viên Lebanon Hezbollah, và cũng phá hủy 13 chiếc xe quân đội. (Haber 7) (SOHR)
- Tổng thống Thổ Nhĩ Kỳ Erdoğan cho biết 18,000 dân tị nạn đã vượt qua biên giới để vào châu Âu và khoảng 25-30 ngàn người nữa sẽ vượt qua hôm nay. Erdoğan lập lại rằng Thổ không thể tiếp nhận thêm làn sóng tị nạn từ Syria và vì vậy họ sẽ tiếp tục mở cửa biên giới. (TRT Haber)
- Khoảng 14 ngàn người tham dự cuộc biểu tình của đối lập Nga tại Matxcơva phản đối dự án cải cách Hiến pháp của ông Putin và tưởng nhớ nhà đối lập Boris Nemtsov, bị sát hại cách nay 5 năm. Putin muốn cải tổ Hiến pháp, để tiếp tục nắm quyền sau năm 2024. (RFI)
- Ngoại trưởng Hoa Kỳ Mike Pompeo đến Doha để tham dự lễ ký kết một thỏa thuận lịch sử giữa Washington và phe Taliban để mở đầu các cuộc đàm phán hòa bình. Hoa Kỳ hứa rút 4 ngàn trong số 13 ngàn quân đóng ở Afghanistan trong vòng 14 tháng, phía Taliban hứa sẽ cắt đứt mọi quan hệ với các nhóm khủng bố. (RFI)
- Hàn Quốc có thêm 594 ca coronavirus, đưa tổng số lên gần 3000, trong khi đó Ý hiện có tổng cộng 1128 người nhiễn bệnh, 29 người đã chết. (Spiegel)